# El Sitjar (revista)
El Sitjar fou una revista local editada a Cabassers entre el març de 1983 i l'hivern de 1986. Publicà un total de vint-i-quatre números, amb periodicitat mensual fins al desembre de 1984, i trimestral de la primavera de 1985 fins a la seva extinció. Rebé el número de dipòsit legal T-419-83.

## Format i preu
Dels números 0 (març de 1983) al 3 (juny de 1983) la publicació tingué 10 pàgines i cada exemplar es venia a 35 pessetes. Dels números 4 (número doble, juliol i agost de 1983) al 6 (octubre de 1983) tingué 12 pàgines més tapes de cartolina, i un preu de venda de 70 pessetes. El número 7 (novembre de 1983) tingué 14 pàgines més tapes i valgué també 70 pessetes. El número 8 (desembre de 1983) fou extra, amb 16 pàgines més tapes i un cost de 100 pessetes. El número 9 fou doble un altre cop (gener i febrer de 1984), amb 24 pàgines més tapes i un preu de 100 pessetes. El número 10 (maç de 1984) tenia 14 pàgines més tapes, i la publicació tornà a valdre 70 pessetes, preu que es mantindria dels número 11 (abril de 1984) al 17 (desembre de 1984), tots amb 12 pàgines més tapes. Durant el juliol i agost de 1984 no es publicà cap número, i per això el número 13 correspon al juny de 1984 i el 14 al setembre del mateix any. A partir del número 18 la publicació esdevingué trimestral, amb 24 pàgines i un preu de venda al públic de 200 pessetes, excepte el darrer, corresponent al desembre de 1986 i que fou gratuït. El 1986 no hi hagué, tampoc, els números d'estiu i tardor, i per això el número 22 correspon a la primavera d'aquell any, i el 24 a l'hivern. A partir del número 18 consta com a impressor la Impremta Trama de Reus. Quan tingué periodicitat trimestral feia una tirada de 150 exemplars.

## La Primera Trobada de revistes comarcals i locals de Terra Alta, Priorat i Ribera d'Ebre

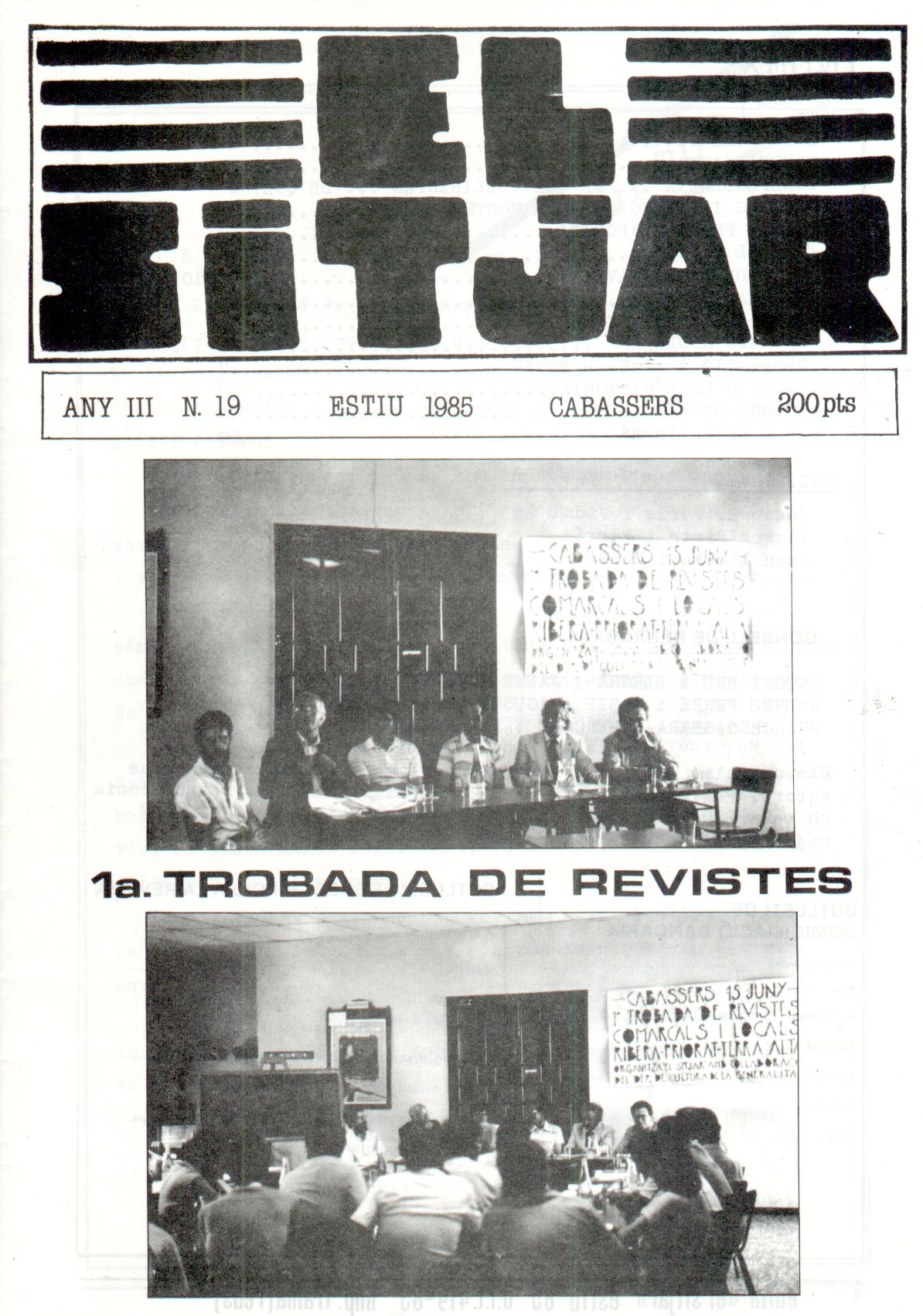
Portada del número 19 de la revista, dedicada a la primera trobada de revistes.

El 15 de juny de 1985 El Sitjar i el Servei Territorial de Cultura a Tarragona de la Generalitat de Catalunya van organitzar la "Primera Trobada de revistes comarcals i locals de Terra Alta, Priorat i Ribera d'Ebre" a Cabassers. La jornada va estar presidida per Jordi Vilalta, responsable de premsa comarcal de la Generalitat, i per Joan Tortajada, cap dels Servei Territorial de Cultura de la Generalitat a Tarragona. La reunió va servir per tal que els responsables de les publicacions locals d'aquestes tres comarques es coneguessin entre sí. Van tractar les dificultats, sobretot econòmiques i logístiques, que patia aquest tipus de premsa, qualificada per Vilalta com "fet únic que només es produeix a Catalunya", i van acordar un intercanvi d'exemplars entre les publicacions, i portar aquest tipus de premsa a l'escola. La trobada tingué continuïtat un any més, i el 15 de març de 1986 tingué lloc la segona (i darrera) trobada de la premsa de les tres comarques a Flix.
Les revistes que intercanviaren exemplars a partir d'aquesta trobada foren Butlletí del Centre d'Estudis de la Terra Alta (Gandesa), Canya i Gram (el Masroig), Carrasclet (Capçanes), Castrum de Azcho 1148 (Ascó), El Molarenc (el Molar), Garbinada (Falset), La Cabana (la Fatarella), La Cargolera (Vinebre), Cerç (Corbera d'Ebre), El Perdís (Bot), Fulls de Treball de Carrutxa (Reus), La Foig (Garcia), La Lletra A (Reus) Sanaqueta (Miravet), Soca i Arrel (Marçà) i Sorolla't (Calaceit).

## Inici d'una tradició: les paelles de la Foia

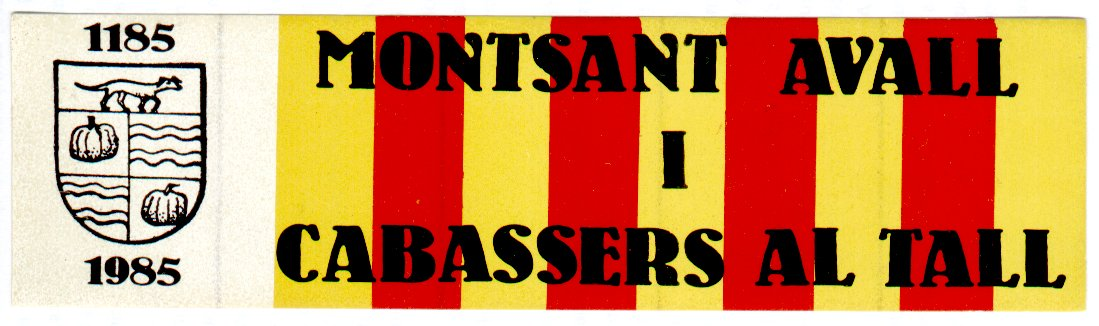
Adhesiu editat per El Sitjar el 1985, per a celebrar el Vuitè centenari de la carta de població de Cabassers.

El 4 d'agost de 1985 se celebrà la commemoració del vuitè centenari de la carta de població de Cabassers, i El Sitjar fou una de les entitats organitzadores de l'esdeveniment. L'endemà, 5 d'agost, la revista, l'Ajuntament de Cabassers i la societat de caçadors Sant Blai organitzaren un dinar popular a base de paella d'arròs a l'ermita de la Foia, aprofitant l'aplec que s'hi feia per a celebrar la festivitat de la Mare de Déu de les Neus. Aquest dinar popular a base de paella encara se celebra avui en dia, cada 5 d'agost, a l'ermita.

## Altres activitats
El Sitjar també va organitzar activitats culturals complementàries al llarg dels anys que s'edità: recitals de cançó catalana, teatre, la festa del llibre, concursos de poesia, revetlles festes de primavera, concerts i col·loquis. Segons Agustí Masip, darrer director de la revista, aquestes activitats eren necessàries per la "manca total d'accions culturals per part dels organismes oficials".